# Triangle violet
Le triangle violet était un insigne de camp de concentration utilisé par les Nazis pour marquer les Témoins de Jéhovah, mais aussi de prisonniers d'autres dénominations.
Le président de la Watchtower a engagé une campagne de dénonciation des mauvais traitements et de l'emprisonnement en envoyant des télégrammes destinés à Hitler pour les Témoins de Jéhovah des pays étrangers. 
Le régime nazi ayant causé une vague de persécution comportant la déportation de milliers de Témoins de Jéhovah dont beaucoup sont morts dans les camps de concentration.

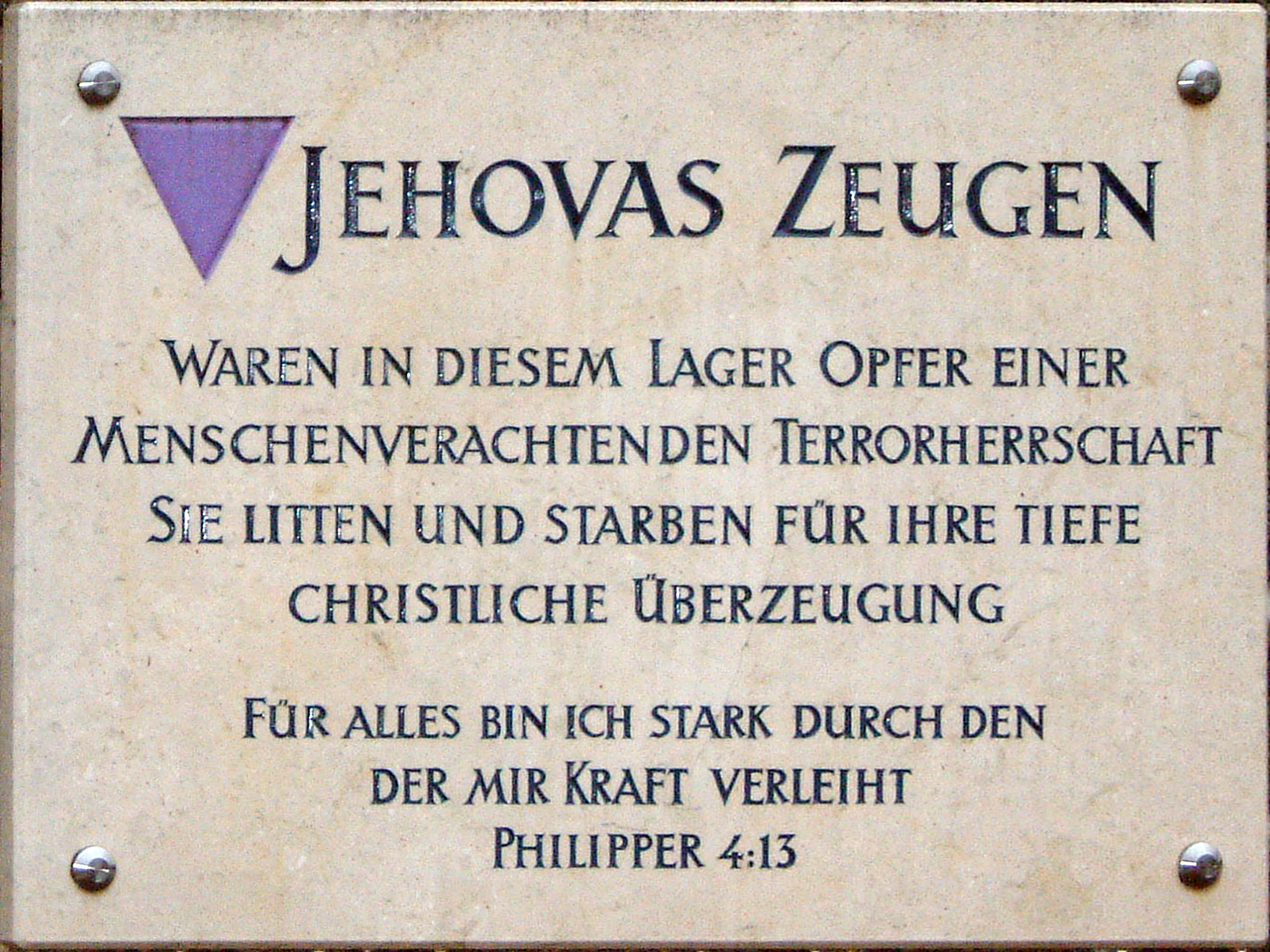
Plaque commémorative au camp de Mauthausen rappelant les persécutions faites aux témoins de Jéhovah ("Zeugen Jehovas" en allemand)